# Реженти-Фейжо
Реженти-Фейжо (порт. Regente Feijó)  —  муниципалитет в Бразилии, входит в штат Сан-Паулу. Составная часть мезорегиона Президенти-Пруденти. Входит в экономико-статистический  микрорегион Президенти-Пруденти. Население составляет 17 070 человек на 2007 год. Занимает площадь 265,087 км². Плотность населения — 69,8 чел./км².
Праздник города —  28 июня.

## История
Город основан в 1922 году.

## Статистика
- Валовой внутренний продукт на 2003 составляет 133.083.689,00 реалов (данные: Бразильский институт географии и статистики).
- Валовой внутренний продукт на душу населения на 2003 составляет 7.471,58 реалов (данные: Бразильский институт географии и статистики).
- Индекс развития человеческого потенциала на 2000 составляет 0,797 (данные: Программа развития ООН).